# Drymaria multiflora
Drymaria multiflora är en nejlikväxtart som beskrevs av T. S. Brandegee. Drymaria multiflora ingår i släktet Drymaria och familjen nejlikväxter. Inga underarter finns listade i Catalogue of Life.